# Cornulaca korshinskyi
Cornulaca korshinskyi är en amarantväxtart som beskrevs av Dmitrij Litvinov. Cornulaca korshinskyi ingår i släktet Cornulaca, och familjen amarantväxter. Inga underarter finns listade i Catalogue of Life.